# سورن کی‌یرکگور
سورن کیِرکگور (به دانمارکی: Søren Kierkegaard) ‏(۱۸۱۳–۱۸۵۵)، که به کیِرکگارد (søren kierkeɡaard) نیز معروف است، فیلسوف مسیحی دانمارکی، کسی که با وجود، انتخاب، و تعهد یا سرسپردگی فرد سروکار داشت و اساساً بر الهیات جدید و فلسفه، به خصوص فلسفهٔ وجودی (اگزیستانسیالیسم) تأثیر گذاشت. از وی به‌عنوان پدر اگزیستانسیالیسم یاد می‌شود.

## زندگی
کیرکگور در ۵ مه، ۱۸۱۳ در کپنهاگ متولد شد. پدر وی یک بازرگان ثروتمند و لوتری با ایمانی بود که، پارسایی اندوهناک و تصویر واضح او عمیقاً کیرکگور را تحت تأثیر خود قرار داد.
کیرکگور یزدان‌شناسی و فلسفه را در دانشگاه کپنهاک آموخت، و تا مدتی پیرو فلسفهٔ هگل بود تا زمانی که فلسفهٔ هگل را ساحلی امن برای فرد و جایگاه فرد ندانست. او به شدت معتقد بود که هگل کاخ (نظام فلسفی) محکمی را بنا کرده‌است که خود هگل در آن جایی ندارد و علیه آن عکس‌العمل نشان داد. زمانیکه که در دانشگاه بود، از انجام تکالیف دینی لوتری دست کشید و برای مدتی یک زندگی اجتماعی افراطی را برگزید، و تبدیل به یک شخصیت آشنا در جامعه نمایشی و قهوه‌خانه‌ای کپنهاک شد. اگرچه، بعد از مرگ پدرش در سال ۱۸۳۸ تصمیم گرفت تا مطالعات یزدان‌شناسی‌اش را از سر بگیرد. در سال ۱۸۴۰ با دختری هفده ساله به نام رگینه اولسن پیمان نامزدی بست، اما پس از مدتی از ازدواج خود پشیمان شد، و همین امر سبب شد تا فرصت و توانایی بیشتری برای مطالعه بیابد. وی ناگهان پیمان نامزدی‌اش را در سال ۱۸۴۱ از هم گسست. در همان زمان، او فهمید که دیگر نمی‌خواهد که یک کشیش لوتری بشود. ارثیه پدری‌اش به او این اجازه را داد که کاملاً خودش را وقف نوشتن کند، و در چهارده سال از باقی‌مانده زندگی‌اش بیش از بیست اثر را ایجاد کند.

## نگرش فلسفی
آثار کیرکگور تعمداً بی نظام است و مشتمل بر مقالات، سخنان کوتاه، گفتارهای حکیمانه، نامه‌های ساختگی، روزنامه‌ها، و دیگر اشکال ادبی است. بیشتر آثار او اصلاً تحت نام مستعار منتشر شدند. او اصطلاح وجودی (اگزیستانس) را برای فلسفه‌اش برگزید زیرا او فلسفه را به عنوان بیانی از یک زندگی فردی شدیداً آزمون شده ملاحظه کرده بود، نه به عنوان ساختاری از یک نظام یک‌پارچه در روش فیلسوف آلمانی قرن نوزدهمی یعنی گئورگ ویلهلم فریدریش هگل، که کیرکگور در اثر پی‌نوشت ناعلمی پایانی (۱۸۴۶: ترجمه ۱۹۴۱) به او تاخته‌است. هگل ادعا کرده بود که به یک فهم کامل عقلانی از زندگی آدمی و تاریخ نائل شده‌است: کیرکگور، از طرف دیگر، به طبیعت مبهم و متناقض موقعیت آدمی اشاره کرده‌است. او با بیان برون ذهنی و عقلانی از مسائل اساسی زندگی به مبارزه برخاسته‌است: در نظر او عالیترین حقیقت، حقیقتی درون‌ذهنی یا فردی است.

### انتخاب زندگی
کیرکگور ادعا کرده که فلسفهٔ نظام‌مند نه تنها یک دیدگاه غلط از زندگی آدمی ارائه می‌کند بلکه اغلب با بیان کردن زندگی در اصطلاحات ضروری منطقی، به روش پنهان کردن انتخاب و حس مسئولیت در افراد تبدیل می‌گردد. وی معتقد است افراد طبیعت خود را از طریق انتخابشان ایجاد می‌کنند؛ آنچه که باید در غیبت از عمومیت، و معیارهای برون‌ذهنی صورت پذیرد. ارزش یک انتخاب تنها می‌تواند به صورت فردی تعیین شود.
او وقتی دانش آموز رشته الهیات دانشگاه کپنهاگ بود و بی‌رحمانه مشغول خواندن متن های جدی ادبی و فلسفی بود هم میتوان "در آستانه" بودن را در زیستش پیدا کرد.سورن در ردیف آخر کلاس ها لانه می‌کرد و مشغول خواندن رمان میشد دقیقا زمانی که استاد از فرصتی که خدا برای راهنمایی این جوانان به او بخشیده بود اشک در چشمهایش جمع میشد.او تا زمانی که پدرش پول دانشگاهش را میداد قمار میکرد و قرض روی قرض بالا می‌آورد و پدرش را مجبور به پرداخت کمک هزینه های اضافی به او میکرد که البته مجبور بود وگرنه سورن نمیتوانست در الهیات تحصیلاتش را به اتمام برساند و روی دست پدرش میماند.
در اولین اثر مهم‌اش یعنی کتاب یا این/ یا آن (به انگلیسی: Either/Or) (دو جلد، ۱۸۴۳: ترجمه ۱۹۴۴)، کیرکگور دو مرحله از وجود را توصیف کرده‌است که فرد ممکن است به انتخاب یکی از آن دو مبادرت ورزد: مرحلهٔ حسانی و مرحله اخلاقی. شیوهٔ حسانی زندگی عبارت است از یک لذت گرایی پالوده. و مشتمل است بر جستجوی لذت و حالتی از تهذیب. فرد حسانی دائماً در جستجوی تنوع و تازگی است و در تلاش برای دفع رنج از خودش می‌باشد. اما در نهایت با نومیدی و رنج مواجه می‌شود. مسیر اخلاقی زندگی یک نوع سرسپردگی شورمندانه و مشتاقانه و غیرمشروط را برای انجام وظیفه، تکالیف اجتماعی و دینی در بر می‌گیرد.
او مراحل زندگی را در سه استیج (stage)، بر می‌شمارد که از آن‌ها با نام‌های مرحله‌ی زیباشناختی، مرحله‌ی اخلاقی و در نهایت مرحله‌ی دینی یاد می‌کرد.
در دیگر اثرش، مراحلی در مسیر زندگی (۱۸۴۵: ترجمه ۱۹۴۱)، کیرکگور در این اطاعت انجام دادن تعدادی از مسئولیت‌های فردی را مشخص کرده، و سومین مرحله را نیز بیان کرده‌است: مرحلهٔ دینی، که در آن شخص به ارادهٔ خداوند تسلیم می‌گردد و با انجام این کار آزادی اصیل را می‌یابد.
در کتاب ترس و لرز (۱۸۴۶: ترجمه ۱۹۴۱) کیرکگور بر این فرمان خداوند که ابراهیم پسرش اسحاق را قربانی می‌کند تمرکز می‌کند؛ عملی که اعتقادات اخلاقی ابراهیم را نقض می‌کند. ابراهیم ایمان‌اش را به شکلی ثابت قدم با عازم شدن برای اطاعت از فرمان خداوند اثبات می‌کند؛ با وجود اینکه او نمی‌تواند از آن سر دربیاورد. مقدمه ژان وال در ترجمه فرانسه و بالطبع در ترجمه فارسی عبدالکریم رشیدیان راهگشاست.
این «تعلیق حکم اخلاقی»، چنانچه کیرکگور اعلام می‌کند، به ابراهیم اجازه می‌دهد تا به یک سرسپردگی صحیح نسبت به خداوند نائل شود. برای اجتناب از نومیدی نهایی، فرد باید یک چیزی مانند «جَست (جهش) ایمانی» را به یک زندگی دینی انجام دهد، آنچه که ذاتاً متناقض، مبهم، و پر از خطر است. کسی که به سوی آن به‌وسیلهٔ حس دلهره فراخوانده شده‌است (مفهوم دلهره، ۱۸۴۴: ترجمه ۱۹۴۴)، آنچه که نهایتاً نوعی ترس از نیستی است.

### عقل و ایمان
از نظر کیرکگور، ایمان یک نوع شناسایی نیست، حرکت با شور و شوق اراده است به طرف سعادت ابدی که همواره انسان خواستار آن است. این شور و شوق بر هر تردید و دودلی ناشی از خارج فایق می‌آید و در امری خلاف عرف و اجماع یا غیرمنطقی و محال قرار می‌گیرد؛ زیرا وحی و الهام فقط برتر از عقل نیست، خلاف عقل است. به اعتقاد کیرکگور، عقل را از دست دادن برای یافتن خدا، اعتقاد محض است. رنج و محنت برای حیات مسیحی اساسی است، ایمان خود نوعی زجر است و «به صلیب آویختگی عقل». مسیحیت یک دکترین فلسفی نیست که باید آن را در پرتو نظرپردازیهای عقلی فهمید؛ زیرا مسیح فیلسوف نبوده‌است و حواریون او هم یک جامعه کوچک دانشمندان را تشکیل نداده بودند.
کیرکگور معتقد است نخستین کسی که دفاع از دین مسیحیت را باب کرد، در واقع یهودای دیگری است. به تعبیر دیگر، اولین متکلم دومین یهودا است. «او نیز با بوسه‌ای خیانت می‌کند، اما این بوسه حماقت است. من کسی را که از دین مسیح دفاع می‌کند، بی‌ایمان می‌دانم.» در اندیشه کیرکگور خدا شیء نیست لذا خداوند با ایجاد احساس دور افتادگی انسان از خدا و گناه آلودگی خود را می‌نمایاند.

### آثار پایانی
کیرکگور در روزهای پایانی زندگی‌اش درگیر مجادلات گزنده‌ای شد، خصوصاً با بنیان نهاده شدن کلیسای لوتری دانمارک، که او آن را به عنوان یک امر مادی و فاسد ملاحظه می‌کرد. آثار پایانی‌اش، به مانند کتاب بیماری تا پای مرگ (۱۸۴۹: ترجمه ۱۹۴۱)، به شکلی بالارونده بینشی غمناک و تاریک را از مسیحیت منعکس می‌کند، و بر رنج به عنوان ماهیت ایمان راستین تأکید می‌کند. او اغلب حمله‌اش را به جامعه نو اروپایی متوجه ساخته‌است، و آن را در کتاب عصر حاضر (۱۸۴۶: ترجمه ۱۹۴۰) به خاطر فقدان شور و ارزش‌های کمّی تقبیح کرده‌است. پافشاری بر نوشتارها و مجادلات فراوانش رفته‌رفته سلامتی‌اش را تحلیل برد. وی در اکتبر سال ۱۸۵۵ در خیابان دچار سرگیجه شد، و سرانجام در ۱۱ نوامبر ۱۸۵۵ درگذشت.

### تأثیرگذاری
تأثیر کیرکگور در ابتدا به اسکاندیناوی و اروپای آلمانی زبان محدود شده بود، جایی‌که آثار او تماس سختی با یزدان‌شناسی پروتستانی داشت و همچنین بر روی نویسندگانی، از جمله فرانتس کافکا. همچنان که فلسفهٔ وجودی به عنوان یک جنبش اروپایی همه‌گیر بعد از جنگ جهانی اول ظاهر شد، آثار کیرکگور به شکل وسیعی ترجمه شد، و او به عنوان یکی از چهره‌های اصلی فرهنگ نو شناخته شد.